# کرالووتس
کرالووتس (به چکی: Královec) یک منطقهٔ مسکونی در جمهوری چک است که در منطقه تروتنوف واقع شده‌است.
 کرالووتس  ۱۷۶ نفر جمعیت دارد.